# Drniš
Drniš (Italiaans: Dernis) is een stad in de Kroatische provincie Šibenik-Knin.
De stad Drniš telt 3332 inwoners, de gemeente 8595 inwoners op een oppervlakte van 355 km². De bevolkingsdichtheid is 24,2 inwoners per km².

## Galerij

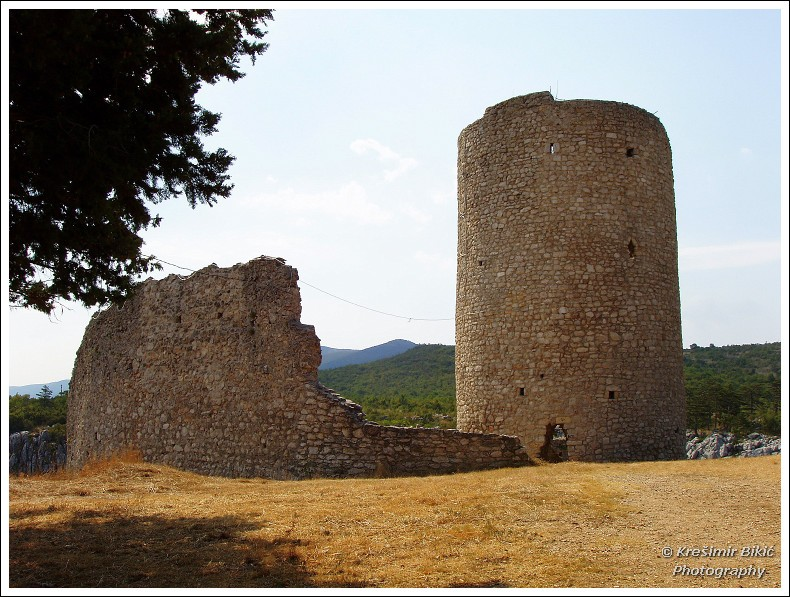
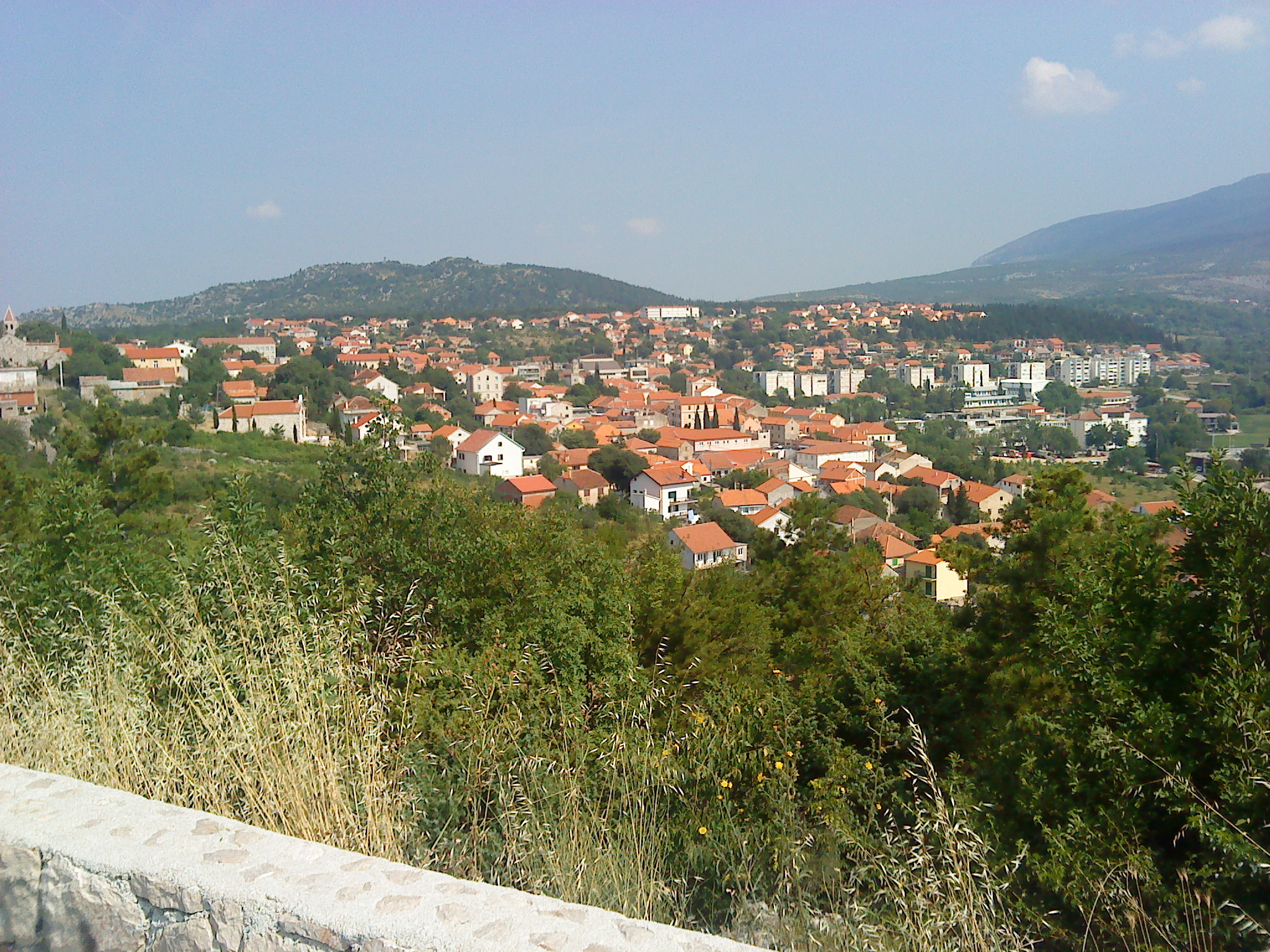
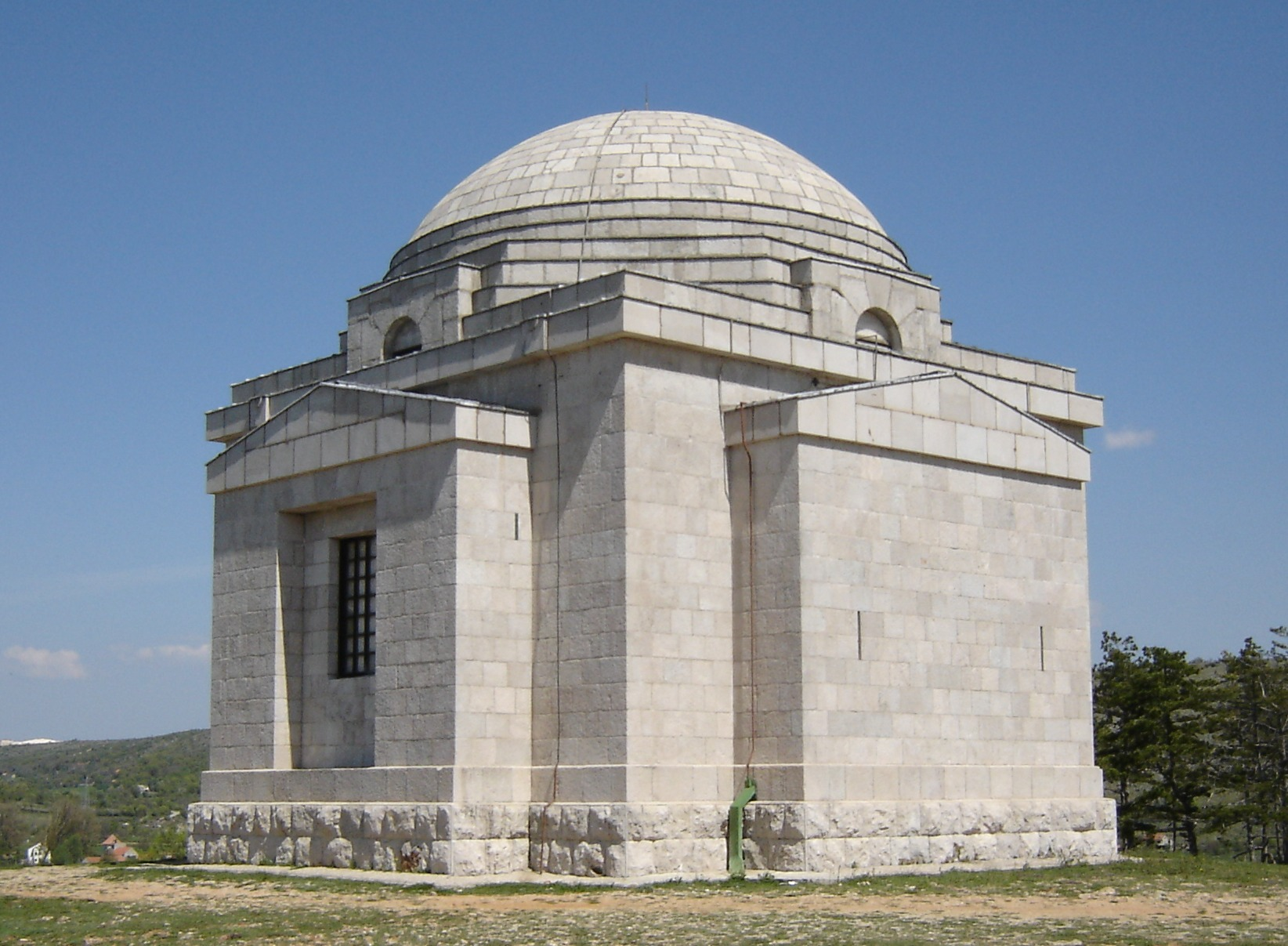
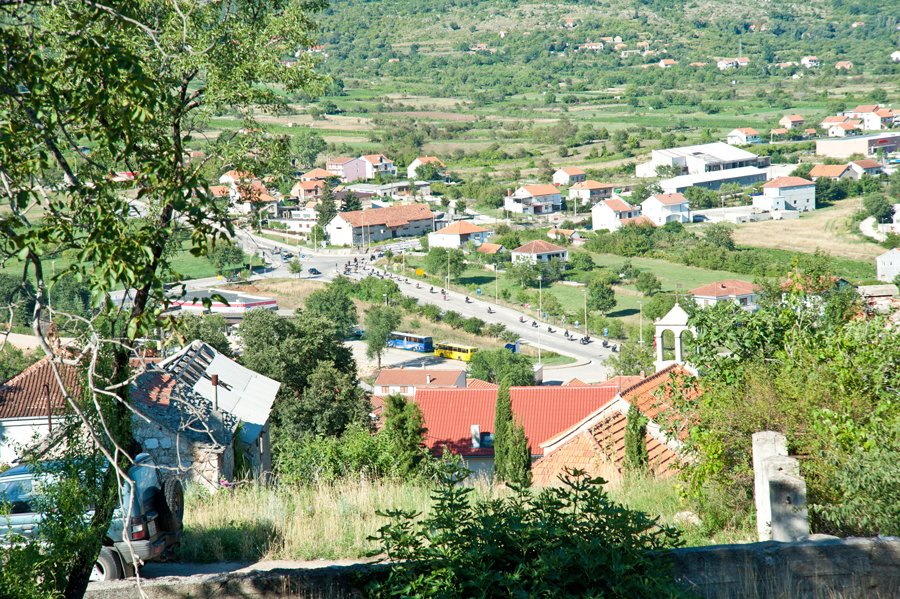
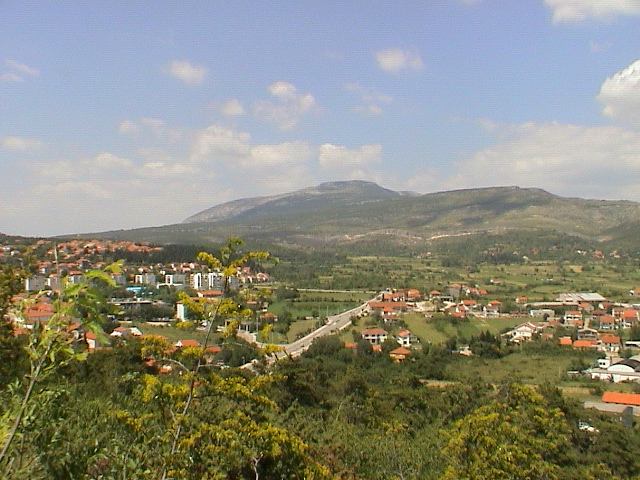
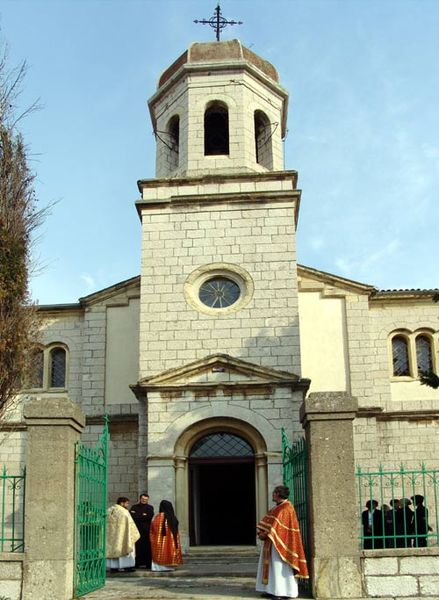

Steden (gradovi): Šibenik · Drniš · Knin · Skradin · Vodice

Gemeenten (općine): Bilice · Biskupija · Civljane · Ervenik · Kijevo · Kistanje · Murter-Kornati · Pirovac · Primošten · Promina · Rogoznica · Ružić · Tisno · Tribunj · Unešić